# Csibrák
Csibrák là một thị trấn thuộc hạt Tolna, Hungary. Thị trấn này có diện tích 14,62 km², dân số năm 2010 là 339 người, mật độ 23 người/km².